# Drakensbergena prolixa
Drakensbergena prolixa  (лат.) — вид прыгающих насекомых трибы Drakensbergenini из подсемейства цикадок Deltocephalinae (Cicadellidae). Южная Африка: KwaZulu-Natal, на высотах до 1511 м. Длина около 7 мм. Усики короткие (их длина 1,3—1,5 мм). Короткокрылые с вытянутой вперёд головой.
Голова равна или шире пронотума (голова — 1,4—1,5 мм, пронотум — 1,3—1,4 мм). Макросетальная формула задних бёдер равна 2+1 или 2+1+1. Латеральный край пронотума килевидный. Оцеллии редуцированы. Встречаются в травянистых высотных биомах южной Африки с преобладанием Festuca (Poaceae). Вид был впервые описан в 2009 году южноафриканским энтомологом Майклом Стиллером (Michael Stiller, ARC-Plant Protection Research Institute, Queenswood, Претория).